# Laura Jane Grace
Laura Jane Grace, född Thomas James Gabel 8 november 1980 i Fort Benning i Georgia, är en amerikansk sångerska, låtskrivare och gitarrist i punkrockbandet Against Me!, samt soloartist. Vid 17 års ålder hoppade hon av high school och grundade Against Me! som en soloakt i Naples, Florida. Bandet har sedan blivit en kvartett som givit ut fem fullängdsalbum. Den första EP:n som soloartist, med namnet Heart Burns, kom den 28 oktober 2008 på Sire Records. 
År 2012 kom Tom Gabel ut som transkvinna, med planer på att påbörja den medicinska processen och ta namnet Laura Jane Grace, efter att ha lidit av könsidentitetsstörningar sedan barndomen. Hon spelade sin första spelning som Laura Jane Grace den 25 maj 2012. 
Grace var gift med konstnären Heather Gabel (född Hannoura), och ville fortsätta vara det även efter könskorrigeringen. De fick sitt första barn, Evelyn, i november 2009. Grace är vegan. Grace och Heather skildes 2013.

## Diskografi

### Solo
Album
| Släppt | Titel      | Skivbolag |
| ------ | ---------- | --------- |
| 2020   | Stay Alive | Polyvinyl |

EP
| Släppt | Titel                           | Skivbolag    |
| ------ | ------------------------------- | ------------ |
| 2008   | Heart Burns - EP                | Sire Records |
| 2021   | At War With the Silverfish - EP | Polyvinyl    |

### Against Me!
| Släppt | Titel                          | Skivbolag        | Topplistor                                  |
| ------ | ------------------------------ | ---------------- | ------------------------------------------- |
| 2002   | Reinventing Axl Rose           | No Idea Records  |                                             |
| 2003   | As the Eternal Cowboy          | Fat Wreck Chords | #36 Independent Albums                      |
| 2005   | Searching for a Former Clarity | Fat Wreck Chords | #114 US #1 Heatseeker #9 Independent Albums |
| 2007   | New Wave                       | Sire Records     | #57 US                                      |
| 2010   | White Crosses                  | Sire Records     | #34 US                                      |